# 昆顿·豪登
昆顿·豪登（英語：Quinton Howden，1992年1月21日—），加拿大男子冰球运动员，场上位置是前锋。他曾代表加拿大国家队参加2018年冬季奥林匹克运动会冰球比赛，获得一枚铜牌。